# FSO Polonez
Pour les articles homonymes, voir Polonez (LRM).
La FSO Polonez ou Polonez est une berline produite de 1978 à 2002 par le constructeur automobile polonais FSO.
En 1991, la Polonez de première série est remplacée par les FSO Caro (5 portes) et Atu (4 portes) au dessin plus moderne.
Les modèles des années 2000 ont été commercialisés sous la marque Daewoo-FSO.

## La Polonez1reSérie

### S’affranchir du style Fiat
À la fin des années 1970, la gamme FSO se compose de la 125p, une Fiat 125 revue et corrigée, ainsi que de l’archaïque petite Syrena à moteur deux-temps.
La direction de FSO souhaite alors moderniser sa gamme, tout en marquant sa différence avec les productions Fiat.
C’est dans cet esprit que la nouvelle Polonez est présentée, le 3 mai 1978. Mais à l’instar d’une certaine Tatra 613, c’est un designer italien qui a réalisé la carrosserie, en l’occurrence Italdesign. Si la carrosserie est moderne, les moteurs sont repris de la Fiat 125p. On y retrouve (sous une forme légèrement modernisée) les moteurs Fiat 115.C 1,3 litre développant 65 ch et 1,5 litre de 73 chevaux.
Par ailleurs, sur le plan de l'architecture, la Polonez reprend les fondamentaux issus de la Fiat 125 : il s'agit d'une propulsion munie d'un essieu rigide suspendu sur des ressorts à lames. La Polonez ne fait donc pas preuve d'innovation, et reste plutôt en arrière-garde technique au moment de sa sortie en 1978, à l'image de la Ford Escort contemporaine. Sur ce point, elle est également comparable à la Volvo 343. Ce classicisme lui procure cependant une réelle robustesse, mais représente assez vite dans les années 1980 et surtout 1990 la marque d'un archaïsme évident, compensé par un faible prix de vente en Europe de l'Ouest.
En 1980, une version dite renforcée du moteur Fiat 115.C de 1,5 litre voit le jour, portant la puissance à 82 ch. À compter de cette même année, la Polonez est également assemblée au Caire par El Nasr Automotive Manufacturing Company, une filiale de Fiat Auto.
Jusqu'en 1982, uniquement des boîtes de vitesses à quatre rapports étaient montées. Désormais, une cinquième vitesse en overdrive était disponible.
Les Polonez de première génération, de 1978 à 1986, sont habituellement surnommées borewicz en Pologne, en référence au lieutenant Sławomir Borewicz, personnage principal de la série 07 zgłoś się conduisant habituellement ce type de véhicule.

### Quelques versions spéciales
En 1979, FSO monte sur un petit nombre de Polonez un moteur 2.0 d’origine Fiat, développant 112 ch, issue de la Fiat 132. Ces voitures seront livrées à l’administration.
Tout aussi confidentielle sera la Polonez Coupé, une trois portes présentée à la Foire de Poznań en 1980, et dont 300 exemplaires seront produits jusqu’en 1983.
À la même époque, l’usine construit deux limousines à six portes sur une plate-forme allongée de Polonez.
FSO sera également présent en course par le biais d’une redoutable version Stratos (adoptant le six cylindres de la Lancia éponyme) développant jusqu’à 285 ch.

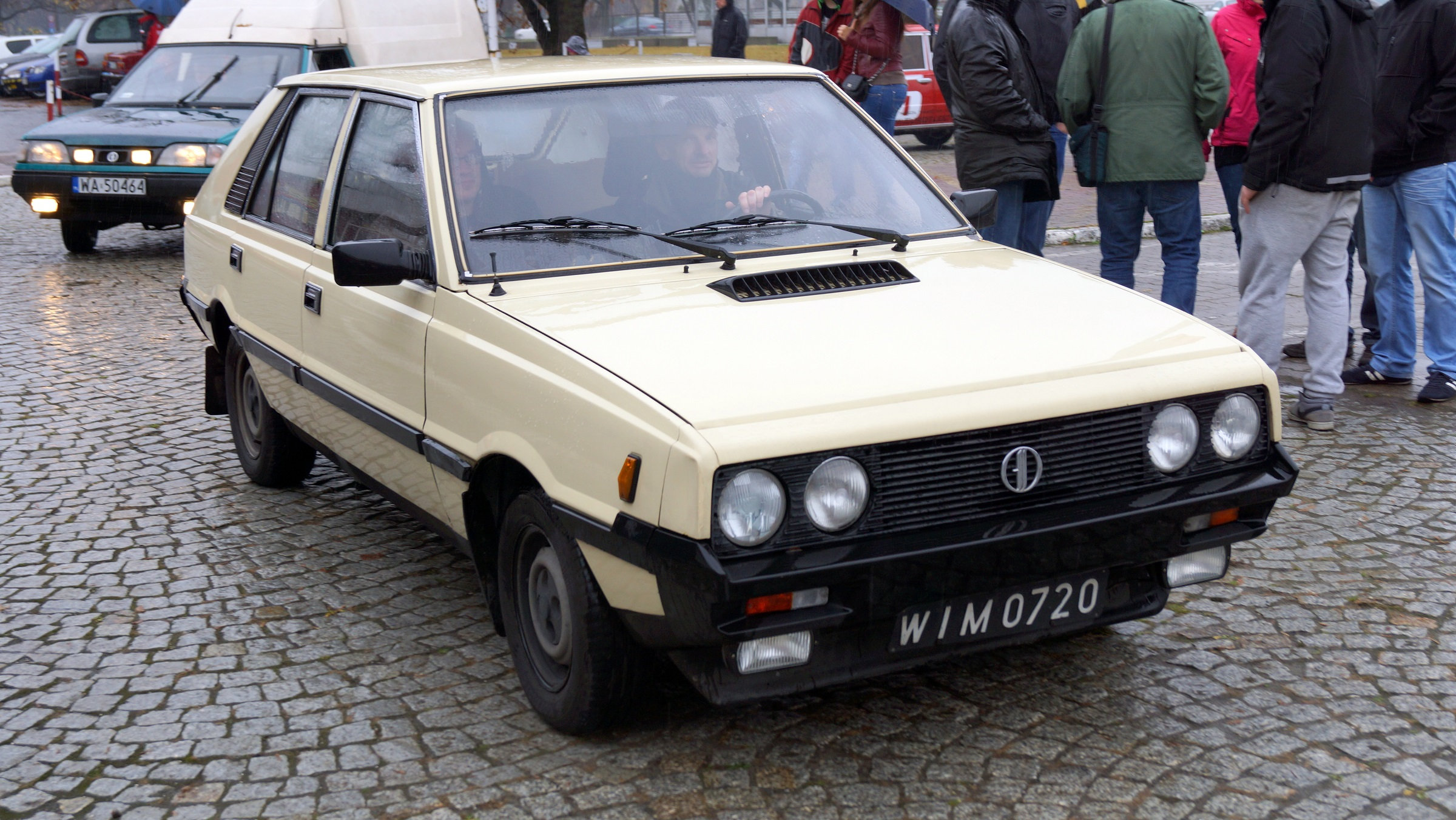
MR'86.

### MR'83 et MR'86
En 1983 puis en 1986, de nombreuses modifications techniques (allumage électronique, etc.) et cosmétiques (spoiler, aérations, etc.) sont apportées :
- pour la MR'83 : allumage électronique, suspension arrière renforcée, spoiler et nouvelles aérations, etc. ;
- pour la MR'86 : nouvel apparent de l'avant, nouveau carburateur, collecteur, filtre à air avec thermostat, rétroviseurs réglables de l'intérieur, nouveaux sièges avant, etc.

Les véhicules sont alors désignés de la manière suivante :

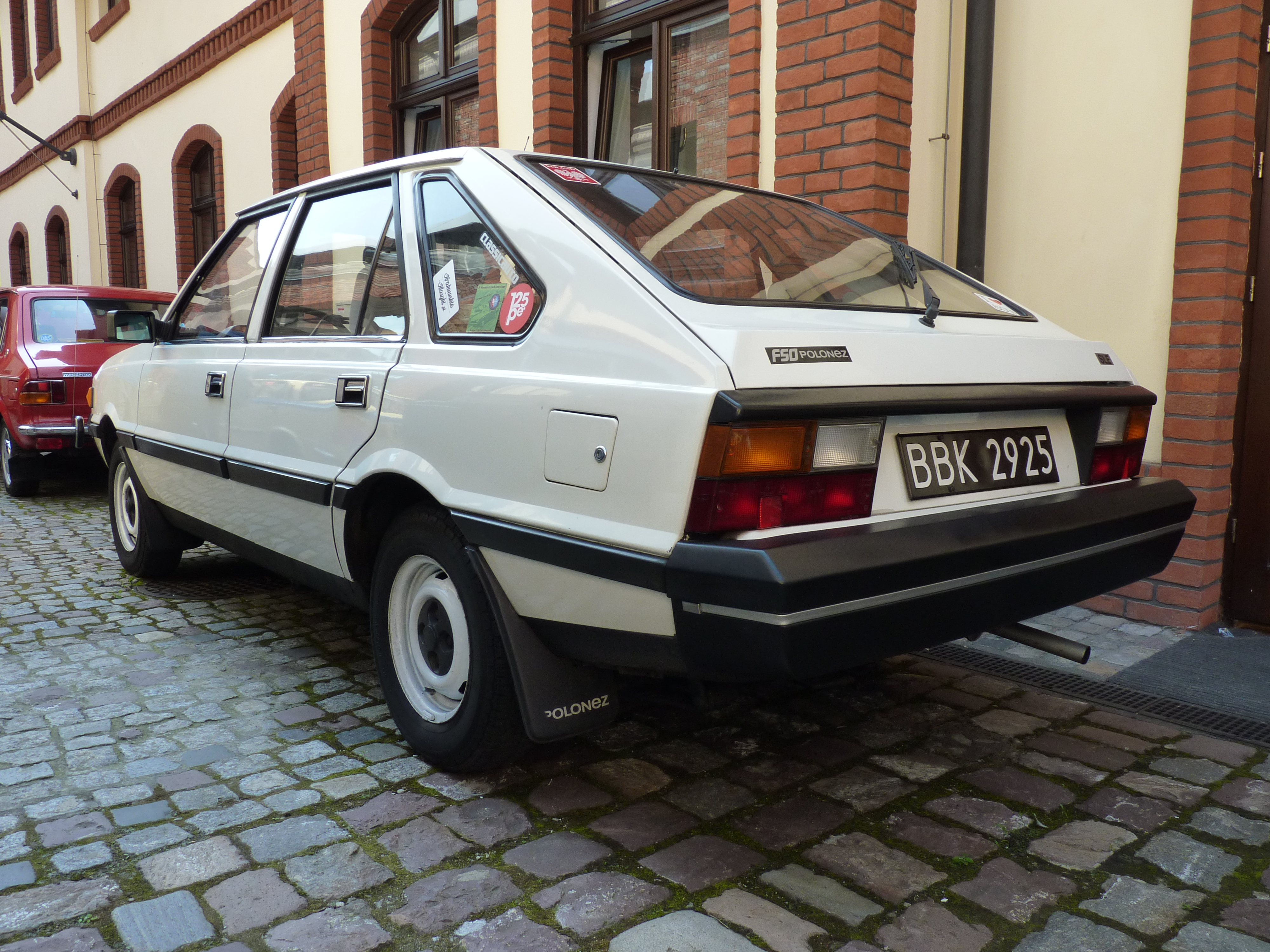
Polonez MR'87.

- C - version basique ;
- L - version améliorée ;
- E - allumage électronique ;
- S - moteur renforcé (82 ch) ;
- X - équipement le plus luxueux ;
- 2000 - moteur Fiat 2.0.

### MR'87
La modification la plus visible apportée en 1987 est l'ajout d'une custode arrière, pour améliorer la visibilité, valant, en Pologne, à ce modèle le surnom aquarium. Le spoiler en plastique est remplacé par un emboutissage.
Un moteur 1.6 de 87 chevaux est désormais également disponible. La désignation des véhicules change :
- S - avec custode arrière (aquarium) ;
- C - version basique ;
- L - version améliorée ;
- E - allumage électronique ;
- TURBO - moteur avec turbocompresseur.

Les versions les plus populaires alors étaient les 1.5 SLE et 1.6 SLE. La 1.5 SCE visait surtout les exportations. 
Il est possible de trouver des MR'87 aquarium avec l'avant antérieur à la MR'86, surtout dans les versions à faible niveau d'équipement.

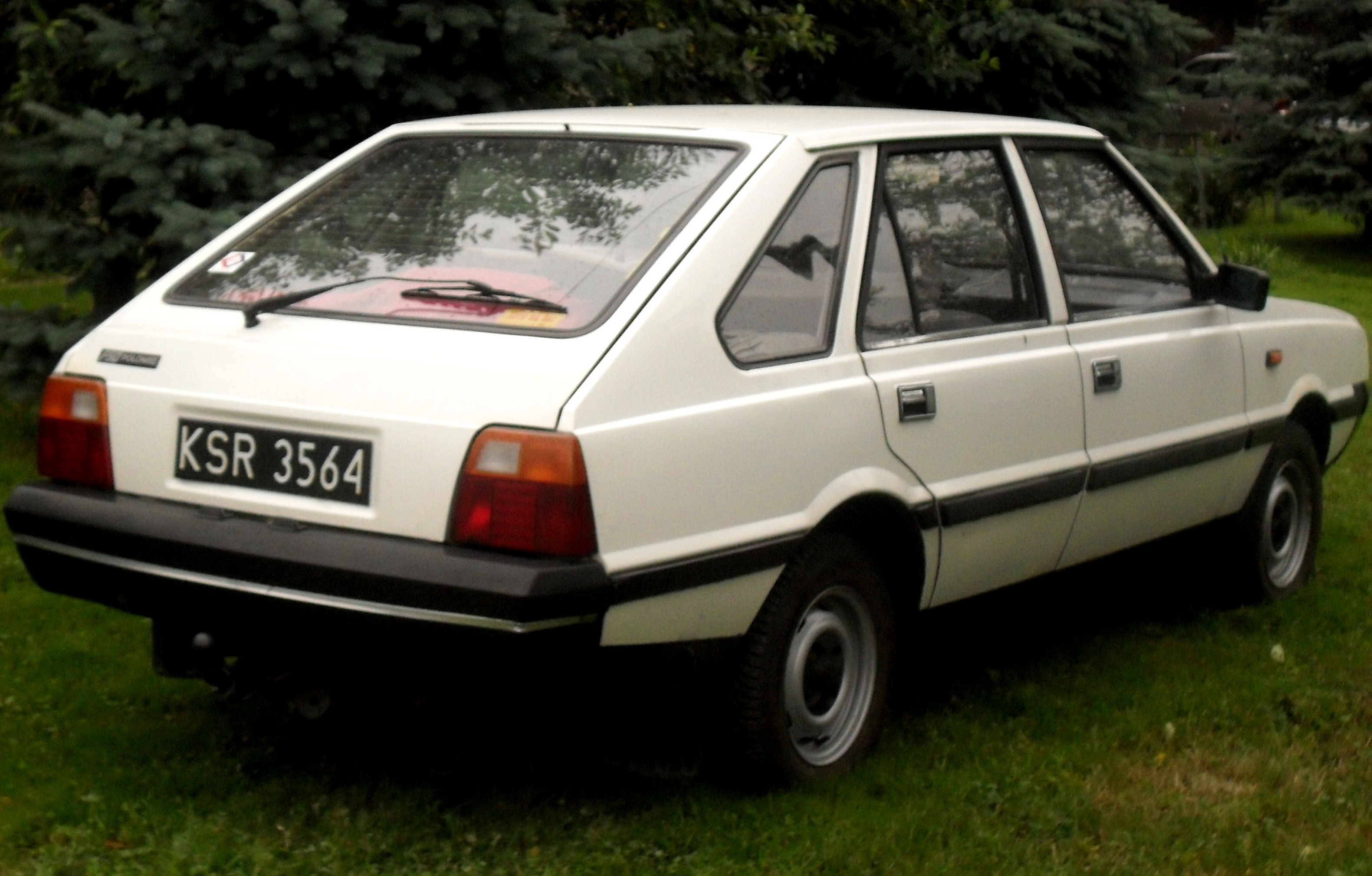
Polonez MR'89.

### MR'89
La modification la plus visible de la MR'89 est la modification complète de l'arrière permettant de faciliter le chargement dans coffre par le hayon, avec une ouverture plus grande et plus basse (66 cm au lieu de 95). Cette face arrière sera conservée pour la génération suivante, les Caro.
À l'intérieur, les matériaux des habillages et fauteuils sont différents.
À partir de 1990, entre 500 et 600 Polonez ont été vendues avec un moteur Ford 2.0 de 105 ch.

### Motorisations
| Version      | Moteur                                | Carburation                   | Alésage et course | Compression | Puissance maximale                  | Couple maximal          | 0–100 km/h | V-max        |
| Essence      | Essence                               | Essence                       | Essence           | Essence     | Essence                             | Essence                 | Essence    | Essence      |
| ------------ | ------------------------------------- | ----------------------------- | ----------------- | ----------- | ----------------------------------- | ----------------------- | ---------- | ------------ |
| 1300 BA      | Fiat R4 1,3 l (1 295 cm3), OHV        | carburateur Weber type 34DCMP | 72 × 79,5 mm      | 9:1         | 65 ch DIN (47,8 kW) à 5 600 tr/min  | 93,2 Nm à 3 400 tr/min  | 22 s       | 140 km/h     |
| 1300 BB      | Fiat R4 1,3 l (1 295 cm3), OHV        | carburateur Weber type 34DCMP | 72 × 79,5 mm      | 7,5:1       | 60 ch DIN (44,2 kW) à 5 500 tr/min  | 95,5 Nm à 3 000 tr/min  |            | 135 km/h     |
| 1500 AA      | Fiat R4 1,5 l (1 481 cm3), OHV        | carburateur Weber type 34DCMP | 77 × 79,5 mm      | 9,2:1       | 75 ch DIN (55,2 kW) à 5 200 tr/min  | 114,7 Nm à 3 200 tr/min | 17,5 s     | 145/150 km/h |
| 1500 AC      | Fiat R4 1,5 l (1 481 cm3), OHV        | carburateur Weber type 34DCMP | 77 × 79,5 mm      | 7,2:1       | 70 ch DIN (51,5 kW) à 5 200 tr/min  | 106 Nm à 3 400 tr/min   |            | 143 km/h     |
| 1500 AB      | Fiat R4 1,5 l (1 481 cm3), OHV        | carburateur Weber type 34DCMP | 77 × 79,5 mm      | 9,2:1       | 82 ch DIN (60,4 kW) à 5 200 tr/min  | 113,8 Nm à 3 400 tr/min | 15 s       | 155/160 km/h |
| 1500 Turbo N | Fiat R4 1,5 l (1 481 cm3), OHV        | carburateur 34DCMPT           | 77 × 79,5 mm      | 8,5:1       | 106 ch DIN (76 kW) à 6 000 tr/min   | 180 Nm à 3 200 tr/min   | 11 s       | 180 km/h     |
| 1500 Turbo A | Fiat R4 1,5 l (1 481 cm3), OHV        | carburateur 34DCMPT           | 77 × 79,5 mm      | 8,5:1       | 190 ch DIN (140 kW) à 7 000 tr/min  | 240 Nm à 3 200 tr/min   | 8,5 s      | 220 km/h     |
| 1500 Turbo   | Fiat R4 1,5 l (1 481 cm3), OHV, turbo | pompe à injection             | 77 × 79,5 mm      | b.d.        | 95 ch DIN (70 kW) à 5 500 tr/min    | 155 Nm à 3 500 tr/min   | 13,0 s     | 165 km/h     |
| 1600         | Fiat R4 1,6 l (1 598 cm3), OHV        | carburateur                   | 80 × 79,5 mm      | 9,5:1       | 87 ch DIN (65 kW) à 5 400 tr/min    | 130 Nm à 4 000 tr/min   | 14,9 s     | 163 km/h     |
| 2000         | Fiat R4 2,0 l (1 995 cm3), DOHC       | carburateur Weber type 34 ADF | 84 × 90 mm        | 9:1         | 112 ch DIN (82,4 kW) à 5 600 tr/min | 157,9 Nm à 3 000 tr/min | 12 s       | 165/175 km/h |
| 2000 SLE     | Fiat R4 2,0 l (1 995 cm3), SOHC       | carburateur                   | 86 × 86 mm        | 10,3:1      | 105 ch DIN (77 kW) à 5 500 tr/min   | 170 Nm à 3 000 tr/min   | 12,4 s     | 165/170 km/h |
| Diesel       |                                       |                               |                   |             |                                     |                         |            |              |
| 2.0 D Turbo  | VM R4 2,0 l (1 995 cm3), VM 488 HT/2  | pompe à injection Bosch       | 88 × 82 mm        | 22:1        | 84 ch DIN (62 kW) à 4 300 tr/min    | 162 Nm à 2 500 tr/min   | 20 s       | 145 km/h     |

### Exportations en Europe de l'Ouest
En France, le réseau Chardonnet vend la Polonez sous le nom de Polski 1500, au prix de 27 300 F, soit 10 000 F de plus que la berline 125P. En 1987, la 1.5 prend le nom d’Alizé et la 1.6 celui de Mistral. 
À partir de 1988, seule la 1.6 subsiste en France, où elle s’appelle de nouveau Polonez.
Au Salon de Bruxelles 1990, l’importateur belge Distrimotor présente un modèle motorisé par un turbo diesel de 1 306 cm3, développant 60 ch et baptisé Piedra. Elle remporta un succès limité jusqu’en 1991.

## La Polonez2eSérie: Caro et Atu

### Tentatives de modernisation
En juin 1991, FSO présente à la Foire de Poznań un modèle au style bien plus actuel : la Polonez Caro.
L’avant et l’arrière sont retouchés, mais le profil reste le même, avec notamment le hayon très incliné. Côté moteurs, la version 1300 disparaît et un diesel de 1.9 de 71 ch d’origine PSA est désormais disponible.
FSO fait son retour en Europe début 1992, après un an d’absence.
En France, l’importation va s’interrompre plusieurs fois : d’abord en 1992 lors de la faillite du Réseau Chardonnet, puis reprise et de nouveau abandon en 1993 avec un nouvel importateur, AD France, nouvelle résurrection en 1995…
En 1993, un 1400 Rover de 105 ch fait son apparition sous le capot de la Caro. Ce moteur passe à 125 ch en 1994.
Toujours en 1994, FSO dévoile une quatre portes, un pick-up et un break.
En mars de la même année, le coréen Daewoo devient propriétaire de la marque.
La production de quatre portes débute peu de temps après. Elle s’appelle Atu, mais la compagnie d’assurances homonyme la fait renommer Atou sur le marché français.
Quant au pick-up, il est vendu (en version simple cabine, nommée Truck) en France entre 1996 et 1997, le modèle Truck Plus à double cabine, reprenant toute la partie avant des berlines (à la manière des Dacia 1307 et 1309) étant réservé au marché local.
La Polonez Atou est exposée au Mondial de l'automobile de Paris en 1996, avec une version ambulance de la Caro.
À l’époque en France, l'importateur AD France propose la Caro FM, « le diesel le moins cher de France ».
Mais il fera faillite, et les dernières Caro et Atou sont livrées en France au printemps 1997.

### Caro et Atu Plus, les dernières FSO
Les nouvelles Caro et Atu Plus arrivent sur le marché polonais le 21 mars 1997. Elles se distinguent par leur nouvelle calandre, par leurs nouveaux feux arrière, mais aussi par leur nouvel intérieur.
La version break Kombi est présentée en mai 1999, et sa commercialisation débute en juillet…pour s’arrêter en décembre, devant la faible demande.
À partir de 2000, les Caro et Atu Plus sont vendues sous la marque Daewoo-FSO alors que le groupe coréen Daewoo a été déclaré en faillite frauduleuse le 1er novembre 1999 et tous ses actifs démantelés. En octobre 2002, la branche automobile Daewoo est intégrée dans General Motors et devient GM-Daewoo. L'Américain en partage l'administration avec le japonais Suzuki qui détient 27 % des parts, GM 42 %.
Les dernières vraies FSO quittent définitivement le catalogue de la marque en avril 2002, faisant de FSO une simple usine de montage… Toutes versions confondues, 921 117 Polonez ont été produites en 24 ans de carrière.

## Galerie

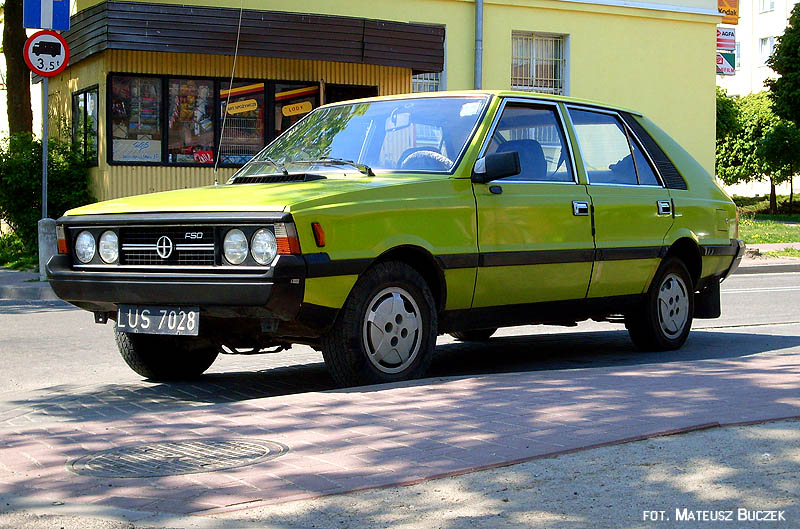
FSO Polonez 1500.
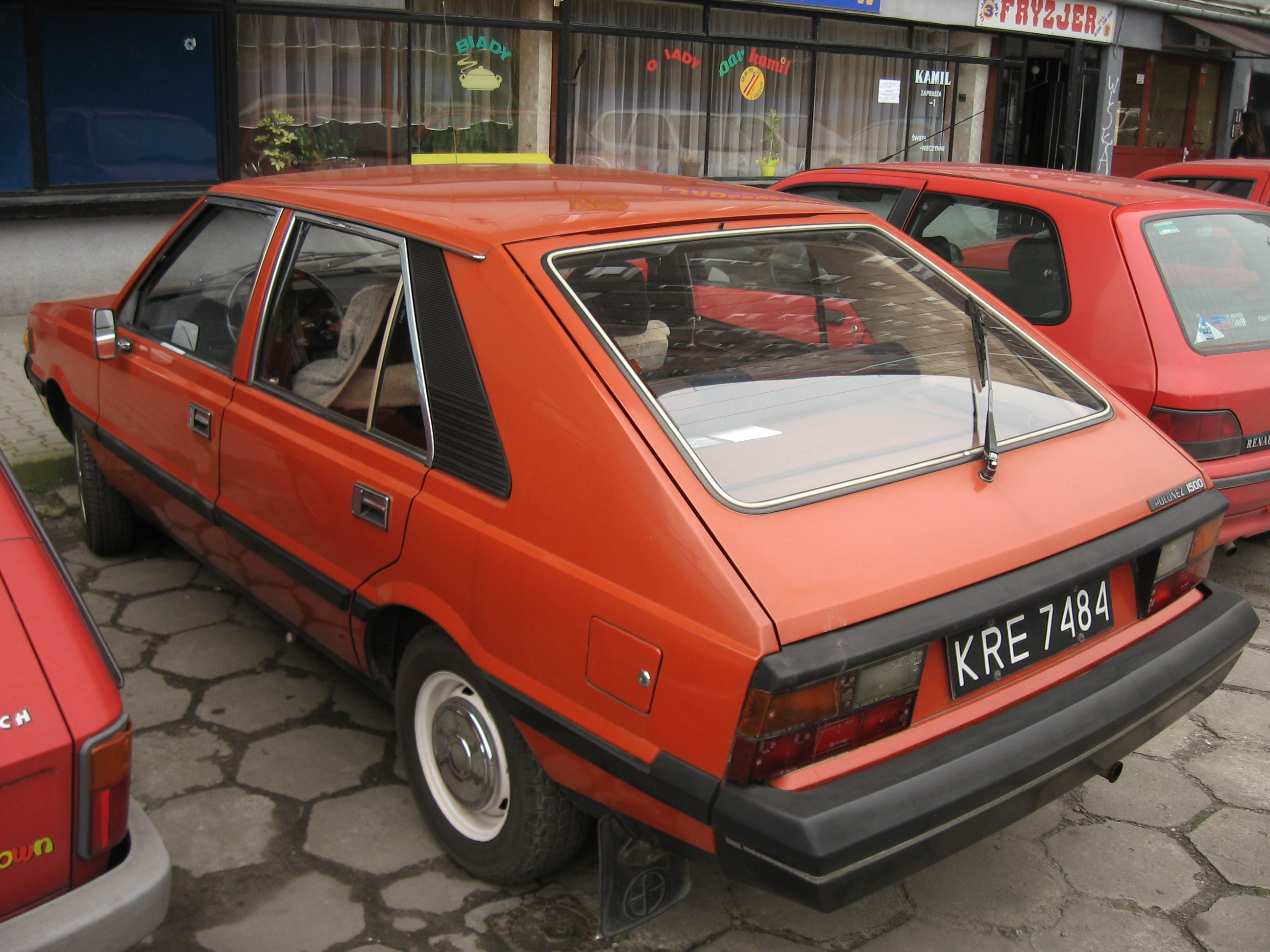
FSO Polonez 1500.
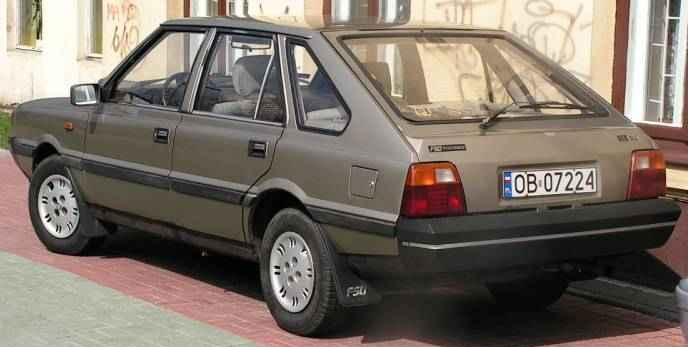
FSO Polonez modèle 1989.
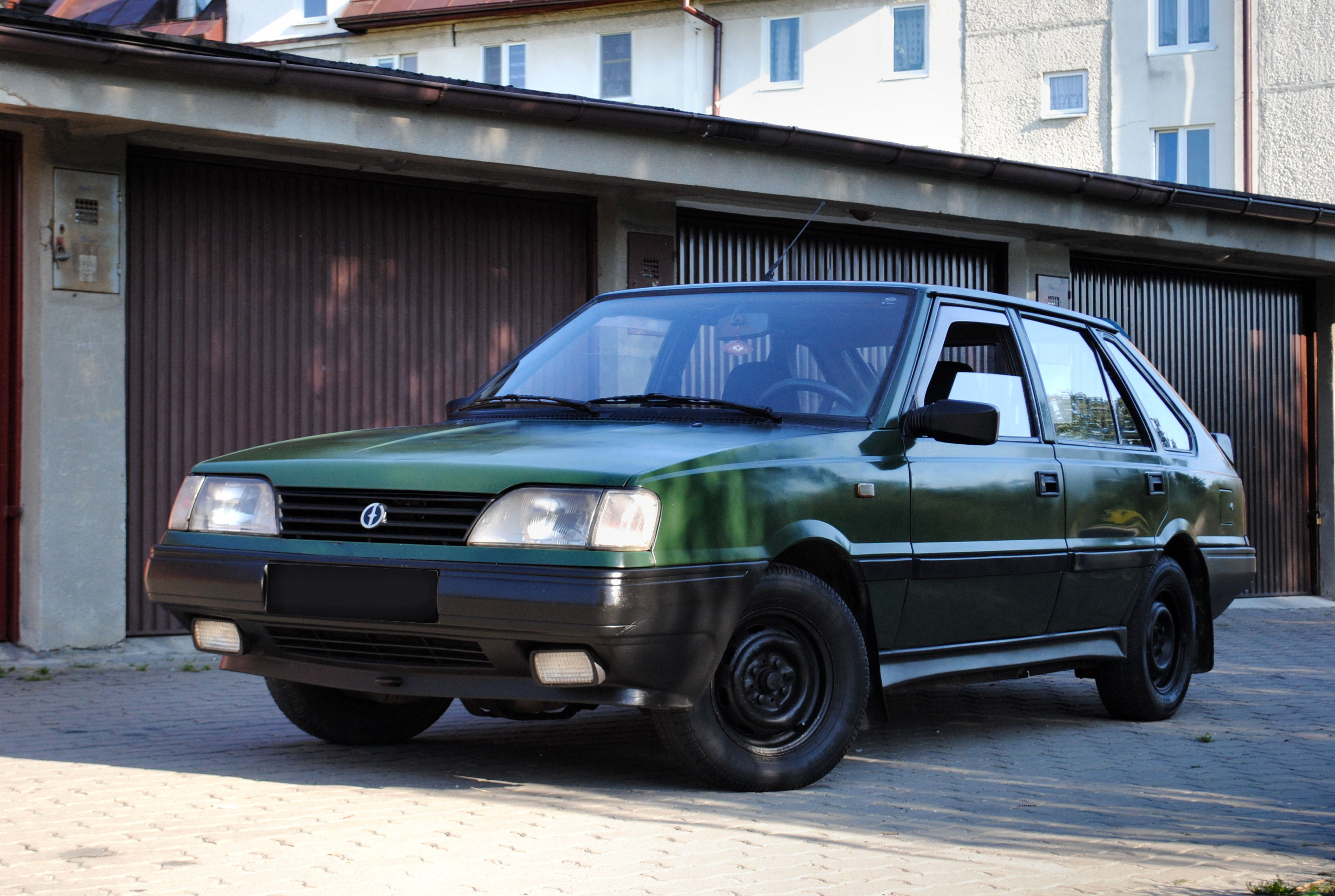
FSO Polonez Caro.
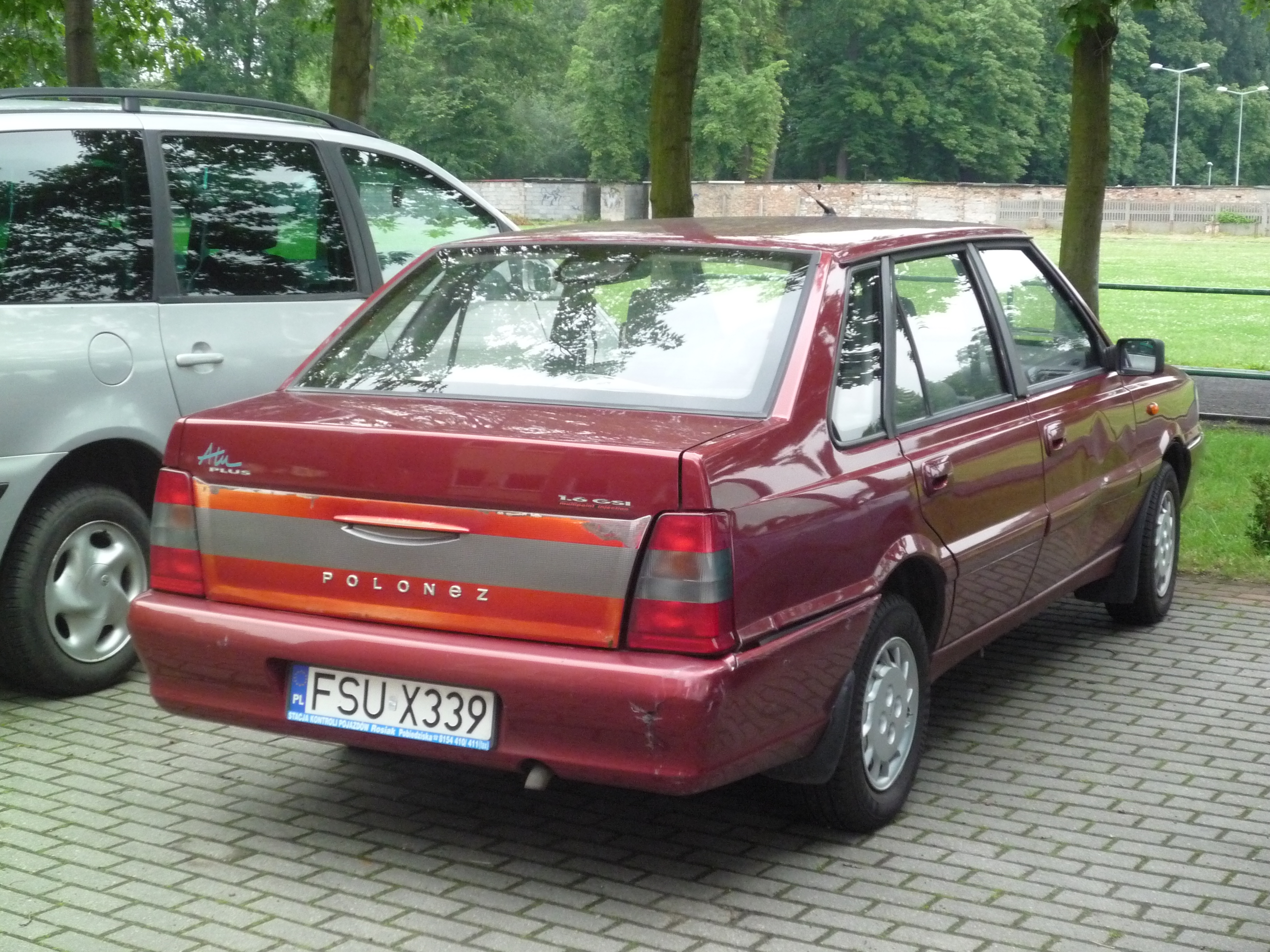
FSO Polonez Atu Plus.
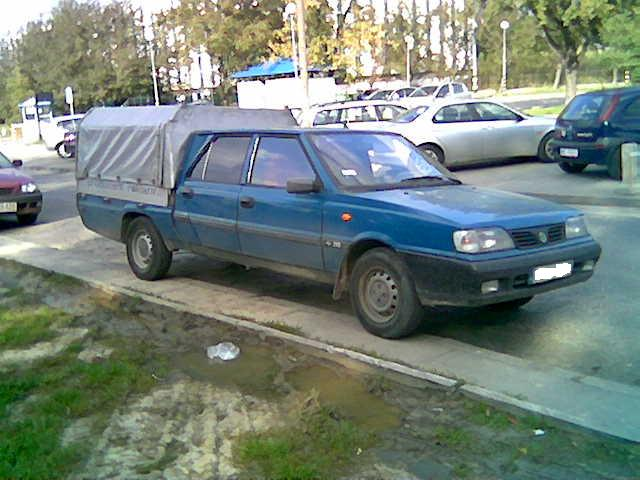
FSO Polonez Truck Plus.
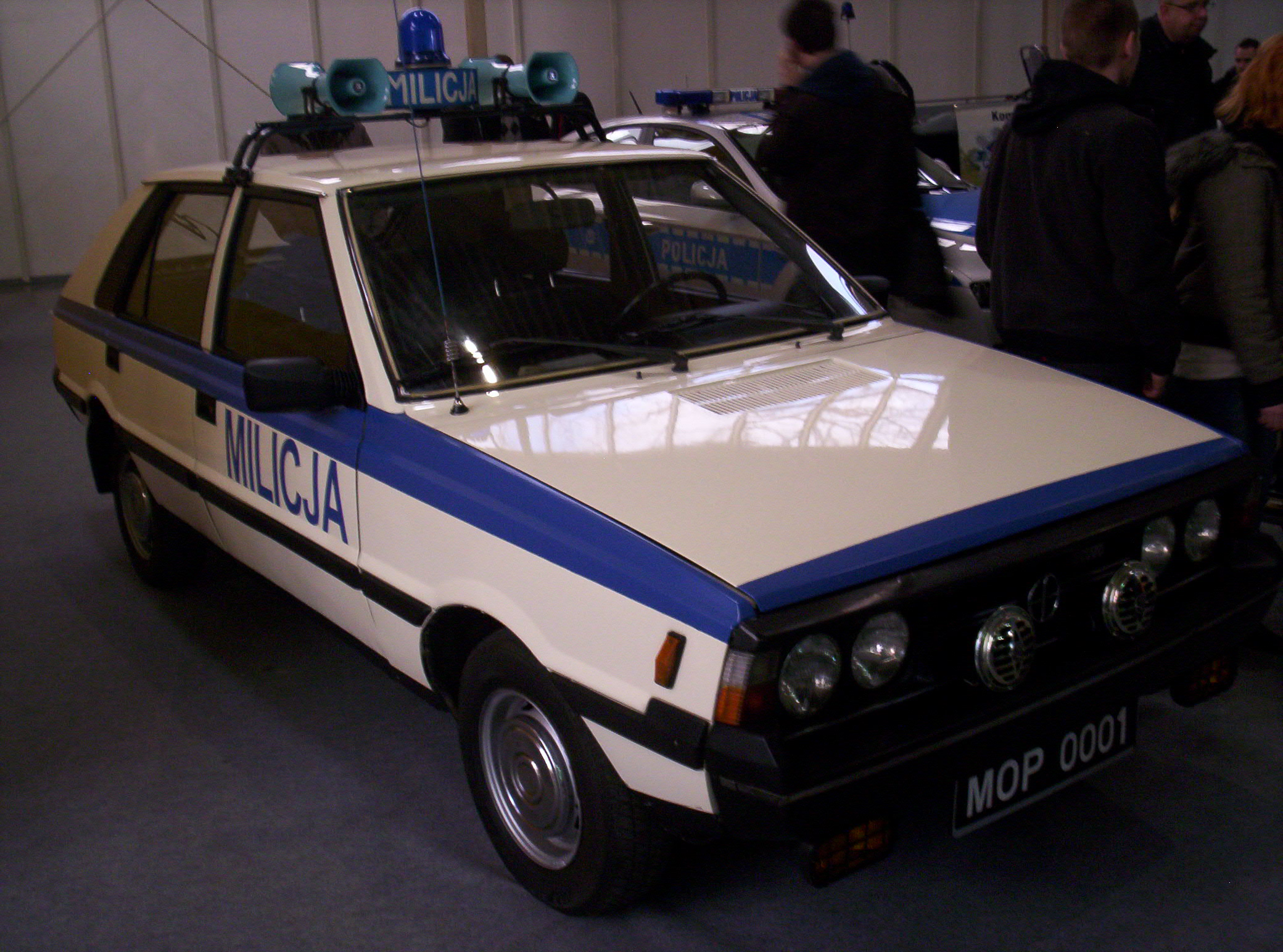
FSO Polonez de la Milicja Obywatelska.
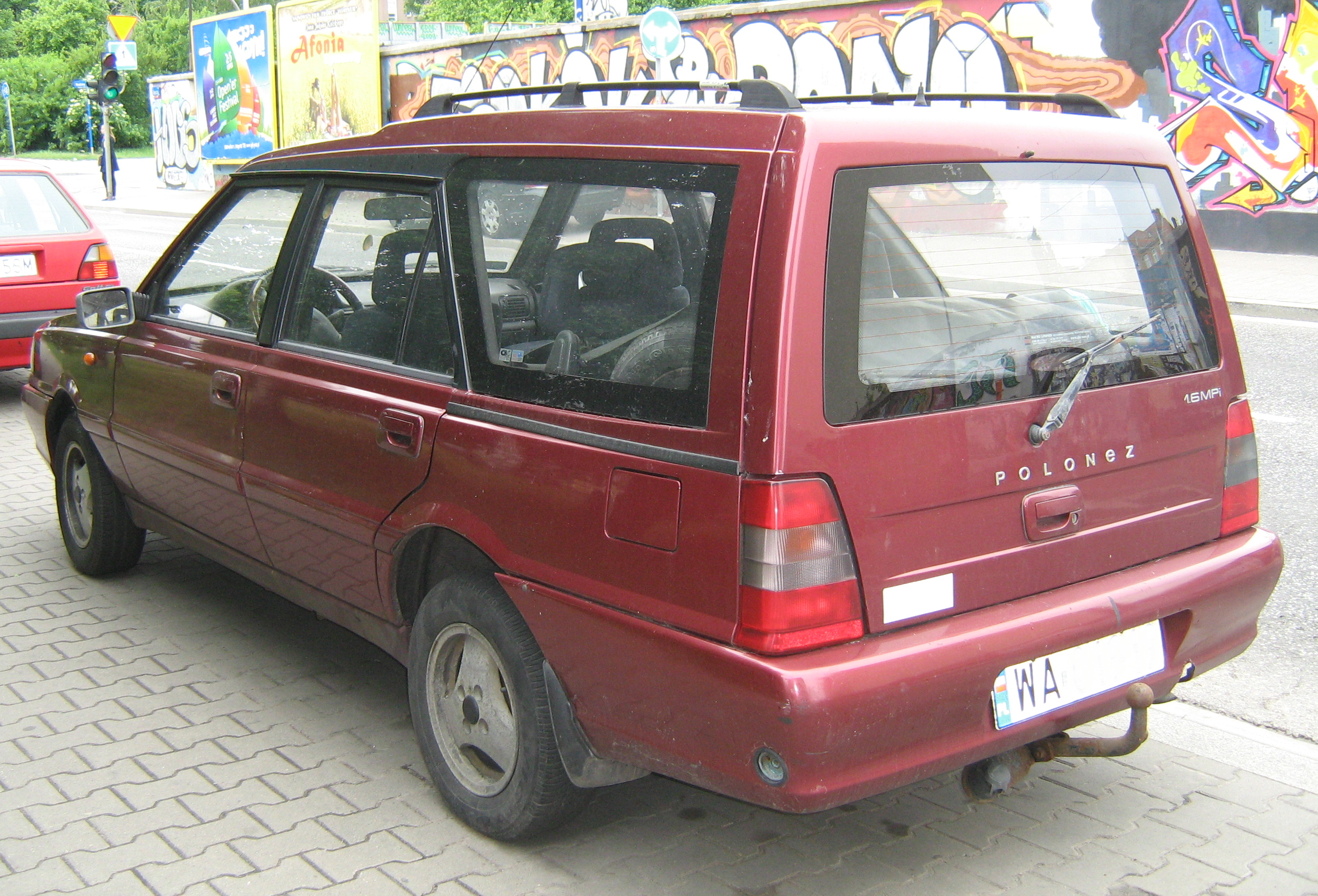
FSO Polonez Kombi.
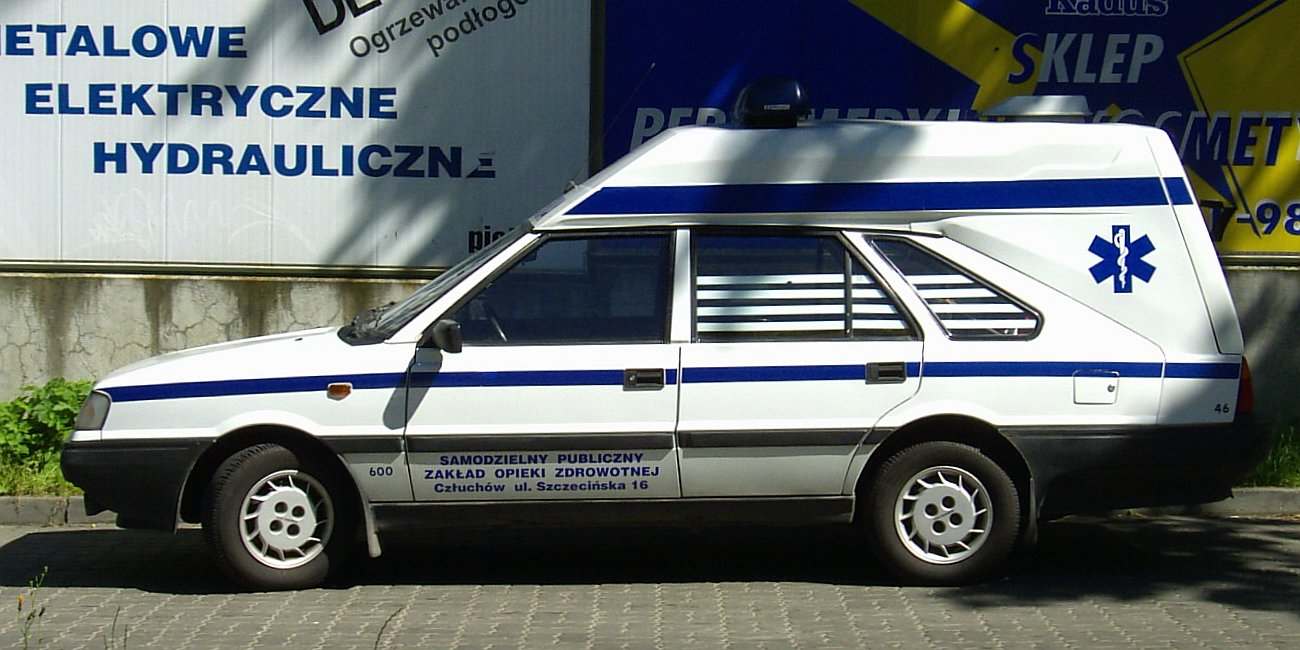
FSO Polonez Cargo (ambulance).
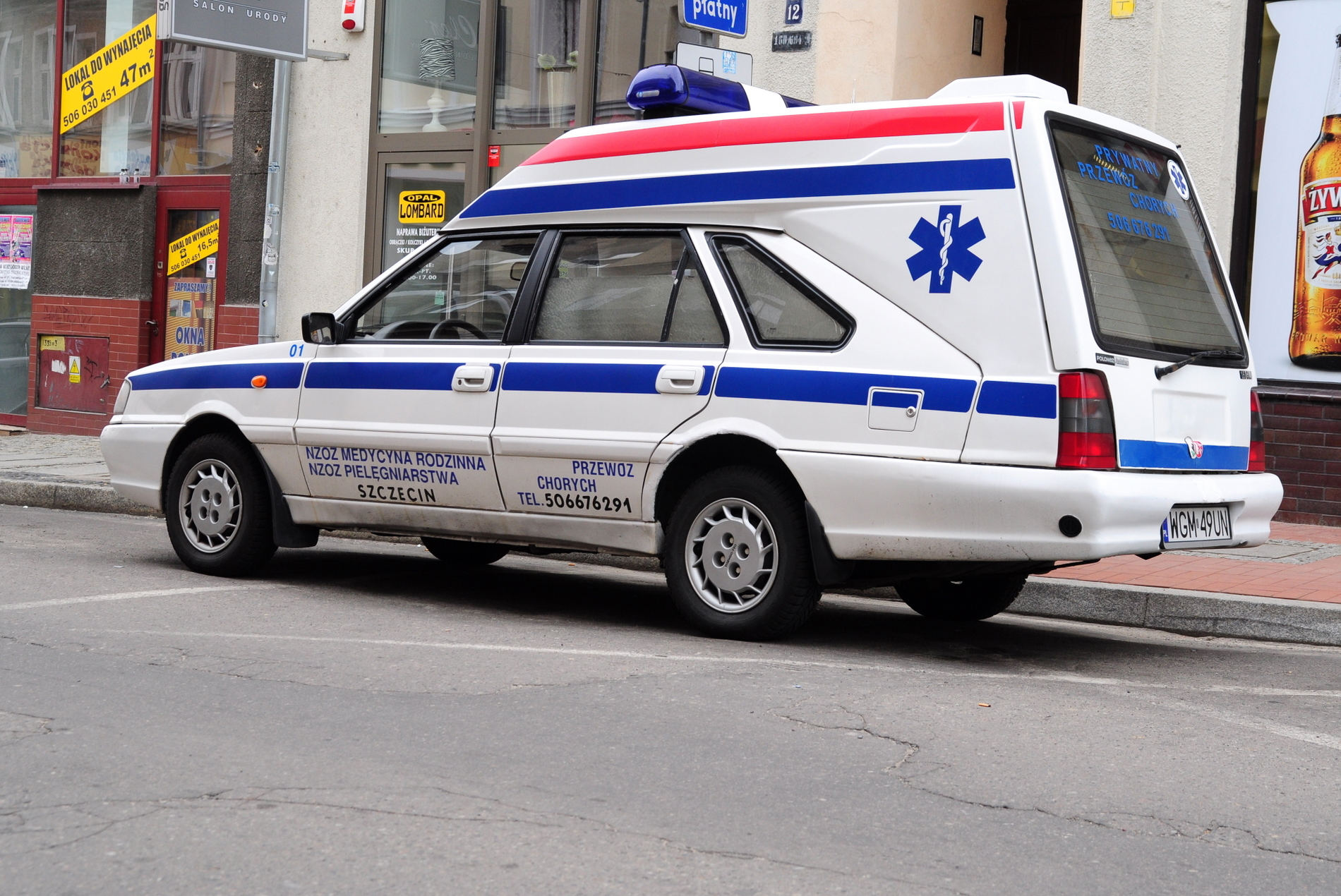
Daewoo-FSO Cargo Plus (ambulance).
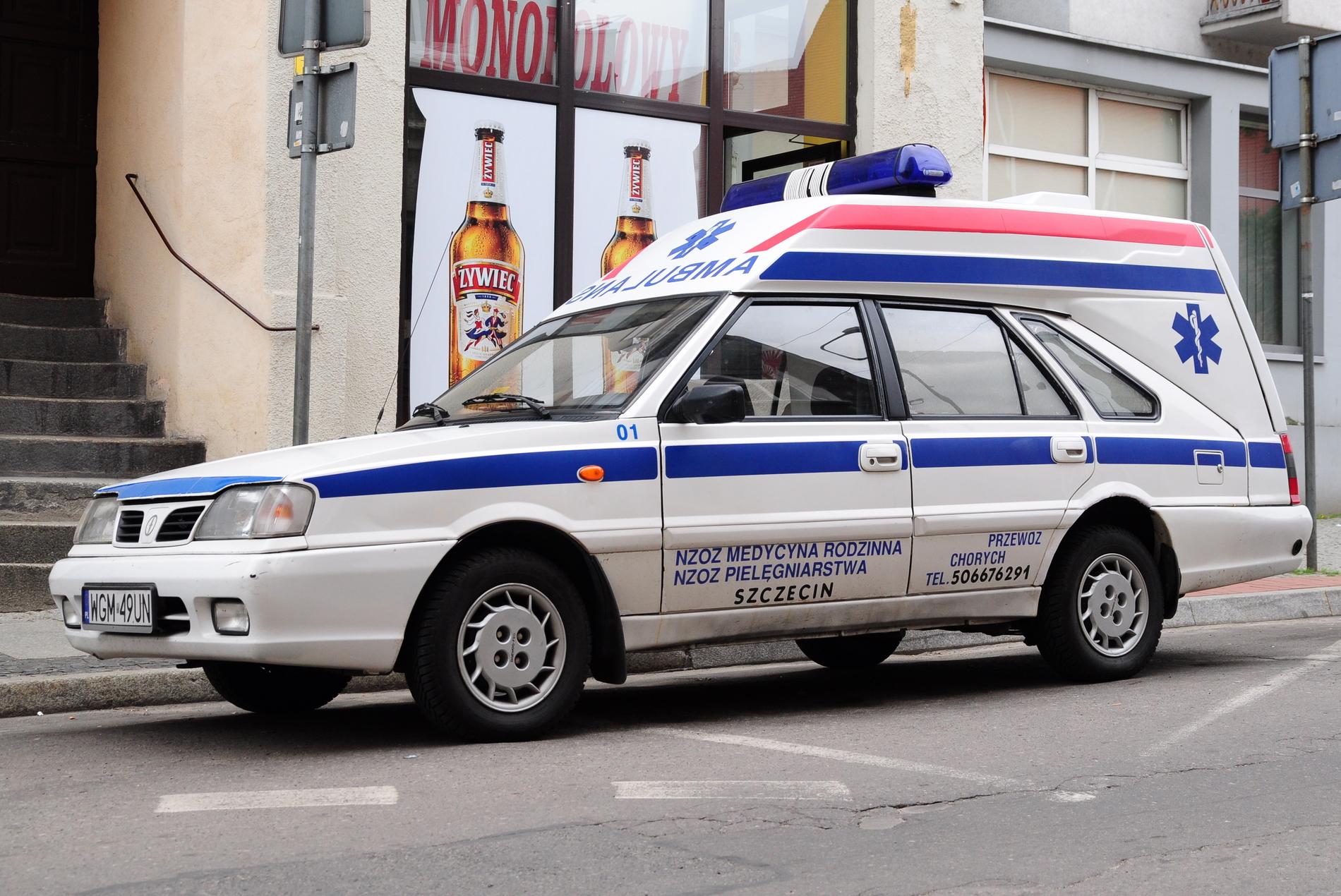
Daewoo-FSO Cargo Plus (ambulance).

## Sources
- Bernard Vermeylen, Voitures des pays de l'Est, Boulogne-Billancourt, ETAI, 2008, 239 p. (ISBN 9782726888087, OCLC 470767381)
- La FSO Polonez, élément majeur de l'histoire de FSO et Polski-Fiat.